# دل‌آرا (آلبوم)
دل‌آرا نام آلبوم زیبایی با صدای حسام الدین سراج است که در سال ۱۳۷۵ به صورت کاست منتشر شد. این آلبوم موسیقی در دو بخش سنتی و گروه نوازی تنبور اجرا شده بود. بخش موسیقی عرفانی تنبور را افشین رامین آهنگسازی و تهمورس پورناظری تنظیم کرده بود و بخش سنتی با آهنگسازی و تنظیم تهمورس پورناظری انجام شده بود.

## فهرست آهنگ‌ها
| شماره | نام اثر         | ترانه‌سرا              |
| ----- | --------------- | --------------------- |
| ۱     | دل‌آرا           | عطار نیشابوری         |
| ۲     | پیشنواز جانان   | سعدی                  |
| ۳     | تصنیف غمگسار    | مولانا                |
| ۴     | تصنیف فراق      | عراقی                 |
| ۵     | تصنیف نقش خیال  | سعدی                  |
| ۶     | ساز و آواز      | بیات اصفهان، ابن عماد |
| ۷     | تصنیف تا بیکران | پرتو کرمانشاهی        |
| ۸     | تکنوازی تار     | فرود به راست پنجگاه   |

## پدیدآورندگان
| آهنگساز:    | تهمورس پورناظری، افشین رامین | تهمورس پورناظری، افشین رامین            |
| خواننده:    | حسام الدین سراج              | حسام الدین سراج                         |
| نوازندگان:  | تکنواز                       | علی ناظری                               |
| نوازندگان:  | تنبور/تنبور باس/دف           | تهمورس پورناظری                         |
| نوازندگان:  | تنبور                        | افشین رامین، عبدالرضا رزمجو، حسن ابدالی |
| نوازندگان:  | دهل                          | هرمز پورناظری                           |
| نوازندگان:  | آهنگ                         | افشین رامین                             |
| نوازندگان:  | تنظیم                        | تهمورس پورناظری                         |
| موسیقی سنتی | بربط                         | ارسلان کامکار                           |
| موسیقی سنتی | کمانچه                       | اردشیر کامکار                           |
| موسیقی سنتی | نی                           | بهزاد فروهری                            |
| موسیقی سنتی | تنبک                         | محمود فرهمند                            |
| موسیقی سنتی | سنتور                        | مجید اخشابی                             |
| موسیقی سنتی | تار/تار باس/سه تار/دف        | تهمورس پورناظری                         |
| موسیقی سنتی | آهنگ و تنظیم                 | تهمورس پورناظری                         |